# (26099) 1989 WH
1989 دابليو إتش (ويعرف أيضًا باسم (26099) 1989 دابليو إتش وفق تسمية الكوكب الصغير) (بالإنجليزية: 1989 WH)‏ هو كويكب ضمن حزام الكويكبات؛ وترتيبه 26099 من حيث الاكتشاف.
اكتُشف هذا الجُرم الفلكي بواسطة Yoshiaki Oshima ‏ في 20 نوفمبر 1989.

## وصلات خارجية
- (26099) 1989 WH في قاعدة بيانات مختبر الدفع النفاث لأجرام النظام الشمسي الصغيرة

- الاكتشاف · مخطط المدار ·  العناصر المدارية · المعلمات المادية

- (26099) 1989 WH على موقع ويكي سكاي: DSS2, SDSS, GALEX, IRAS, Hydrogen α, X-Ray, Astrophoto, Sky Map, Articles and images